# Jean Pierre Barthélemy Rouanet
Pour les articles homonymes, voir Rouanet.
Jean Pierre Barthélemy Rouanet (* 5 mars 1747 au hameau de Sept Faux, le Soulié; † 8 octobre 1837 à Beeskow, province de Brandebourg) est un militaire, professeur, fonctionnaire et écrivain franco-prussien.

## Biographie
Rouanet est né dans la commune du Soulié, Hérault. Il était le plus jeune d'une famille de onze enfants dont le père était marchant drapier à Toulouse. Il était destiné par ses parents à une carrière religieuse et a été placé dans le collège des jésuites de Toulouse. Cependant, il a secrètement quitté l'université de Toulouse et est devenu soldat, mais n'était pas satisfait de cette vie. Après une interruption de sa carrière de soldat, plusieurs séjours en prison et une désertion, il s'est enfui en Suisse, à Genève auprès du fils de Jean Calas. Il s'est alors converti au protestantisme. À Neuchâtel, alors sous la souveraineté du roi de Prusse, il a été recruté par des soldats prussiens et emmené à Breslau. En 1769, il est devenu membre de la Garde de Potsdam, mais peu de temps après, il a été nommé par Frédéric II professeur à l'École royale des pages. En 1781, avec l'appui de son bienfaiteur Rhodich, il a obtenu un poste de sénateur et d'administrateur à Beeskow. Bien que la population se soit opposée à l'occupation de ce poste par un Français d'origine catholique, Rouanet est resté dans cet emploi pendant des décennies. Sa réputation s'est accrue pendant les guerres napoléoniennes et la guerre de libération, car il a pu négocier avec les commandants et les occupants français. En 1813, il a pu éviter une bataille entre les militaires français et les recrues prussiennes à Beeskow, qui, en raison de la supériorité des Français, aurait certainement abouti à une défaite des Prussiens. Rouanet n'a pris sa retraite qu'en 1828.
Jean Pierre Barthélemy Rouanet s'est marié trois fois. La descendance de son second mariage comprend le général Ludwig von Falkenhausen. Une descendante de son troisième mariage était Émilie Rouanet-Kummer (1824-1902), qui devint plus tard l'épouse de Theodor Fontane. Jean Pierre Barthélemy Rouanet utilisait un allemand très imparfait. Martha la fille d'Émilie a retouché et publié les mémoires de son arrière-grand-père sous le titre Von Toulouse bis Beeskow (De Toulouse à Beeskow).
Le lycée de Beeskow porte aujourd'hui le nom de Rouanet.

## Œuvre
- (de) Jean Pierre Barthélemy Rouanet, Von Toulouse bis Beeskow, Berlin, Aufbau-Taschenbuch-Verl, janvier 2000, 176 p. (ISBN 978-3746614656)